# Премия Европейской киноакадемии 2014
27-я церемония вручения премии Европейской киноакадемии состоялась 13 декабря 2014 года, в столице Латвии Риге.

## Лауреаты и номинанты Премии Европейской киноакадемии 2014

### Лучший фильм
| Название на русском | Оригинальное название | Режиссёр            | Страна                         |
| ------------------- | --------------------- | ------------------- | ------------------------------ |
| Ида                 |                       | Павел Павликовский  | Польша Дания                   |
| Форс-мажор          | Turist                | Рубен Эстлунд       | Швеция Франция Норвегия Дания  |
| Левиафан            | Левиафан              | Андрей Звягинцев    | Россия                         |
| Нимфоманка          | Nymphomaniac          | Ларс фон Триер      | Дания Бельгия Франция Германия |
| Зимняя спячка       | Kış Uykusu            | Нури Бильге Джейлан | Турция                         |

### Лучший режиссёр
| Режиссёр            | Русское название | Оригинальное название |
| ------------------- | ---------------- | --------------------- |
| Павел Павликовский  | Ида              | Ida                   |
| Нури Бильге Джейлан | Зимняя спячка    | Kış Uykusu            |
| Стивен Найт         | Лок              | Locke                 |
| Рубен Эстлунд       | Форс мажор       | Turist                |
| Паоло Вирдзи        | Цена человека    | Il capitale umano     |
| Андрей Звягинцев    | Leviathan        | Левиафан              |

### Лучший сценарист
| Сценарист/-ы                         | Страна         | Русское название   | Оригинальное название |
| ------------------------------------ | -------------- | ------------------ | --------------------- |
| Павел Павликовский, Ребекка Ленкевич | Польша         | Ида                | Ida                   |
| Эбру Джейлан, Нури Бильге Джейлан    | Турция         | Зимняя спячка      | Kış Uykusu            |
| Жан-Пьер Дарденн, Люк Дарденн        | Бельгия        | Два дня, одна ночь | Deux jours, une nuit  |
| Стивен Найт                          | Великобритания | Лок                | Locke                 |
| Олег Негин, Андрей Звягинцев         | Россия         | Левиафан           | Левиафан              |

### Лучший европейский актёр
| Актёр              | Русское название | Оригинальное название |
| ------------------ | ---------------- | --------------------- |
| Тимоти Сполл       | Уильям Тёрнер    | Mr. Turner            |
| Брендан Глисон     | Голгофа          | Calvary               |
| Том Харди          | Лок              | Locke                 |
| Алексей Серебряков | Левиафан         | Левиафан              |
| Стеллан Скарсгард  | Нимфоманка       | Nymphomaniac          |

### Лучшая европейская актриса
| Актриса               | Русское название   | Оригинальное название |
| --------------------- | ------------------ | --------------------- |
| Марион Котийяр        | Два дня, одна ночь | Deux jours, une nuit  |
| Мариан Альварес       | Рана               | La herida             |
| Валерия Бруни-Тедески | Цена человека      | Il capitale umano     |
| Шарлотта Генсбур      | Нимфоманка         | Nymphomaniac          |
| Агата Кулеша          | Ида                | Ida                   |
| Агата Тшебуховская    | Ида                | Ida                   |

### Лучшая комедия
| Русское название           | Оригинальное название         | Режиссёр                | Страна                 |
| -------------------------- | ----------------------------- | ----------------------- | ---------------------- |
| Мафия убивает только летом | La mafia uccide solo d'estate | Пьерфранческо Дилиберто | Италия                 |
| Кармина и аминь            | Carmina y amén                | Пако Леон               | Испания                |
| Уик-энд в Париже           | Le Week-End                   | Роджер Мичелл           | Великобритания Франция |

### Приз зрительских симпатий
| Русское название                               | Оригинальное название                                 | Режиссёр                      | Автор сценрария                                 | Страна                         |
| ---------------------------------------------- | ----------------------------------------------------- | ----------------------------- | ----------------------------------------------- | ------------------------------ |
| Ида                                            | Ida                                                   | Павел Павликовский            | Ребекка Ленкевич, Павел Павликовский            | Польша Дания                   |
| Красавица и чудовище                           | La Belle et la Bête                                   | Кристоф Ган                   | Кристоф Ган, Сандра Во-Ан                       | Франция Германия               |
| Нимфоманка                                     | Nymphomaniac                                          | Ларс фон Триер                | Ларс фон Триер                                  | Дания Бельгия Франция Германия |
| Филомена                                       | Philomena                                             | Стивен Фрирз                  | Стив Куган, Джефф Поуп                          | Великобритания                 |
| Столетний старик, который вылез в окно и исчез | Hundraåringen som klev ut genom fönstret och försvann | Феликс Хернгрен               | Феликс Хернгрен, Ханс Ингеманссон, Юнас Юнассон | Швеция                         |
| Два дня, одна ночь                             | Deux jours, une nuit                                  | Люк Дарденн, Жан-Пьер Дарденн | Люк Дарденн, Жан-Пьер Дарденн                   | Бельгия Франция Италия         |

### Открытие года
| Русское название | Оригинальное название | Режиссёр                                 | Автор сценария                           | Страна         |
| ---------------- | --------------------- | ---------------------------------------- | ---------------------------------------- | -------------- |
| Племя            | Плем'я (Plemya)       | Мирослав Слабошпицкий                    | Мирослав Слабошпицкий                    | Украина        |
| 10.000 km        | 10.000 km             | Carlos Marques-Marcet                    | Carlos Marques-Marcet, Clara Roquet      | Испания        |
| 71               | 71                    | Ян Деманж                                | Грегори Бурк                             | Великобритания |
| Тусовщица        | Party Girl            | Мари Амашукели, Клер Бюргер, Сэмюэл Тейс | Сэмюэл Тейс, Клер Бюргер, Мари Амашукели | Франция        |
| Рана             | La herida             | Фернандо Франко                          | Фернандо Франко, Энрик Руфас             | Испания        |

### Лучший анимационный фильм
The nominees were announced on 22 September 2014.
| Русское название                       | Оригинальное название                     | Режиссёр                     | Анимация | Страна          |
| -------------------------------------- | ----------------------------------------- | ---------------------------- | --- | --------------- |
| L'arte della felicità                  | L'arte della felicità                     | Alessandro Rak               | Alessandro Rak, Ivan Cappiello, Dario Sansone, Marino Guarnieri, Annarita Calligaris, Ivana Verze, Laura Sammati, Antonia Emanuela Angrisani, Corrado Piscitelli, Flavio Di Biase, Giorgio Siravo, Sergio Chimenti, Ilaria Jones, Antonio Funaro, Danilo Florio, Mirko Prota, Alberto Panico, Paolo Acampora, Marco Iannaccone | Италия          |
| Механика сердца                        | Jack et la mécanique du cœur              | Стефан Берла, Матиас Мальзьё | Nicolette Ceccoli, Stéphane Martine, Robert Cepo | Франция Бельгия |
| Букашки. Приключение в Долине муравьёв | Minuscule - La vallée des fourmis perdues | Hélène Giraud, Thomas Szabo  | | Франция Бельгия |

### Лучший документальный фильм
| Русское название                  | Оригинальное название             | Режиссёр          | Страна            |
| --------------------------------- | --------------------------------- | ----------------- | ----------------- |
| Master of the Universe            | Master of the Universe            | Марк Бодер        | Германия Австрия  |
| Just the Right Amount of Violence | Just the Right Amount of Violence | Джон Банг Карлсен | Дания             |
| Of Men and War                    | Des hommes et de la guerre        | Лоран Бекю-Ренар  | Франция Швейцария |
| Sacro GRA                         | Sacro GRA                         | Джанфранко Рози   | Италия Франция    |
| Waiting For August                | Waiting For August                | Teodora Ana Mihai | Бельгия Румыния   |
| We Come as Friends                | We Come as Friends                | Хуберт Саупер     | Австрия Франция   |

### Лучший операторская работа
| Русское название | Оригинальное название | Победитель/-и                | Страна |
| ---------------- | --------------------- | ---------------------------- | ------ |
| Ида              | Ida                   | Лукаш Зал, Рышард Ленчевский | Польша |

### Лучший монтаж
| Русское название | Оригинальное название | Победитель/-и | Страна         |
| ---------------- | --------------------- | ------------- | -------------- |
| Лок              | Locke                 | Джастин Райт  | Великобритания |

### Лучший художник
| Русское название | Оригинальное название | Победитель/-и       | Страна   |
| ---------------- | --------------------- | ------------------- | -------- |
| Тёмная долина    | Das finstere Tal      | Клаус-Рудольф Амлер | Германия |

### Лучший художник по костюмам
| Русское название | Оригинальное название | Победитель/-и       | Страна   |
| ---------------- | --------------------- | ------------------- | -------- |
| Тёмная долина    | Das finstere Tal      | Наташа Куртиус-Носс | Германия |

### Лучший композитор
| Русское название    | Оригинальное название | Победитель/-и | Страна         |
| ------------------- | --------------------- | ------------- | -------------- |
| Побудь в моей шкуре | Under the Skin        | Мика Ливай    | Великобритания |

### Лучший звукорежиссер
| Русское название    | Оригинальное название | Победитель/-и    | Страна |
| ------------------- | --------------------- | ---------------- | ------ |
| От звонка до звонка | Starred Up            | Йоаким Сандстром | Швеция |

### European Co-Production Award—Prix Eurimages
| Обладатель                | Профессия | Страна   |
| ------------------------- | --------- | -------- |
| Эд Гини (англ. Ed Guiney) | Продюсер  | Ирландия |

### Европейский достижения в мировом кинематографе
| Обладатель   | Профессия            | Страна         |
| ------------ | -------------------- | -------------- |
| Стив Маккуин | Режиссёр и сценарист | Великобритания |

### Премия за жизненные достижения
| Обладатель  | Профессия            | Страна  |
| ----------- | -------------------- | ------- |
| Аньес Варда | Режиссёр и сценарист | Франция |

### Лучший короткометражный фильм
The nominees for Best Short Film were selected by independent juries at a series of film festivals throughout Europe.
| Русское название                                               | Оригинальное название                                            | Режиссёр                              | Страна                     | Фестиваль                                          |
| -------------------------------------------------------------- | ---------------------------------------------------------------- | ------------------------------------- | -------------------------- | -------------------------------------------------- |
| The Chicken                                                    | The Chicken                                                      | Уна Гуньяк                            | Германия Хорватия          | Encounters Short Film and Animation Festival       |
| Сигналы бедствия                                               | Hätäkutsu                                                        | Ханнес Вартиайнен, Пекка Вейкколайнен | Финляндия                  | Sarajevo Film Festival                             |
| Shipwreck                                                      | Shipwreck                                                        | Морган Книббе                         | Нидерланды                 | Locarno Film Festival                              |
| A Town Called Panic: The Christmas Log                         | Panique au Village: La Bûche de Noël                             | Венсан Патар, Стефан Обье             | Бельгия Франция            | Vila do Conde Film Festival                        |
| Dinola                                                         | დინოლა                                                           | Мариам Хачвани                        | Грузия                     | Grimstad Film Festival                             |
| Summer 2014                                                    | Lato 2014                                                        | Wojciech Sobczyk                      | Польша                     | Kraków Film Festival                               |
| Wall                                                           | Fal                                                              | Шимон Сабо                            | Венгрия                    | Tampere Film Festival                              |
| Taprobana                                                      | Taprobana                                                        | Gabriel Abrantes                      | Португалия Шри-Ланка Дания | Berlin International Film Festival                 |
| Pride                                                          | Pride                                                            | Pavel Vesnakov                        | Болгария Германия          | Clermont-Ferrand International Short Film Festival |
| The Chimera of M.                                              | The Chimera of M.                                                | Себастьян Бюркнер                     | Великобритания             | International Film Festival Rotterdam              |
| Little Block of Cement with Disheveled Hair Containing the Sea | Pequeño bloque de cemento con pelo alborotado conteniendo el mar | Хорхе Лопес Наваретте                 | Испания                    | Cork Film Festival                                 |
| The Missing Scarf                                              | The Missing Scarf                                                | Eoin Duffy                            | Ирландия                   | Valladolid International Film Festival             |
| Whale Valley                                                   | Hvalfjörður                                                      | Гудмундур Арнар Гудмундссон           | Дания Исландия             | Flanders International Film Festival Ghent         |
| Daily Bread                                                    | פת לחם                                                           | Идан Хубель                           | Израиль                    | Venice Film Festival                               |
| Still Got Lives                                                | Ich hab noch Auferstehung                                        | Ян-Геррит Зайлер                      | Германия                   | Drama International Short Film Festival            |

### Young Audience Award
Twelve to fourteen year-old audiences from across Europe voted for the winner after watching the three nominated films at special screenings held on "Young Audience Film Day".
| Русское название     | Оригинальное название            | Режиссёр         | Автор сценрария                          | Страна     |
| -------------------- | -------------------------------- | ---------------- | ---------------------------------------- | ---------- |
| Пожалеете!           | Spijt!                           | Дэйв Шрам        | Maria Peters, Dick van den Heuvel        | Нидерланды |
| Миссия «Евровидение» | MGP missionen                    | Мартин Миэ-Ренар | Gitte Løkkegaard, Martin Miehe-Renard    | Дания      |
| Восточный ветер      | Ostwind - Zusammen sind wir frei | Катя фон Гарнье  | Kristina Magdalena Henn, Lea Schmidbauer | Германия   |